# Pseudostegophilus
Pseudostegophilus es un género zoológico de pez gato (orden Siluriformes) de la familia de las Trichomycteridae. P. maculatus es originario del Bajo Paraná y de la cuenca del río Uruguay de Argentina; P. paulensis es del Alto río Paraná en la cuenca en Brasil. P. maculatus entra en las cámaras de las branquias de Luciopimelodus pati y come en ellas.

## Subdivisión
- Pseudostegophilus haemomyzon (Myers, 1942)
- Pseudostegophilus maculatus (Steindachner, 1879)
- Pseudostegophilus nemurus (Günther, 1869)
- Pseudostegophilus paulensis (Miranda-Ribeiro, 1918)